# Arunachal Pradesh
Arunachal Pradesh ( /ˌərʊˌnɑːtʃəl prəˈdeɪʃ/, literalmente "provincia munților luminați de zorii zilei") este un stat în nord-estul Indiei. Se învecinează la sud cu statele Assam și Nagaland. Are granițe internaționale cu Bhutan la vest, Myanmar la est și o graniță disputată cu China la nord, pe linia McMahon. Itanagar este capitala statului Arunachal Pradesh, care este cel mai mare după suprafață dintre Cele Șapte State-Surori din nord-estul Indiei. Arunachal Pradesh are o frontieră de 1.129 km cu Regiunea Autonomă Tibet din China.

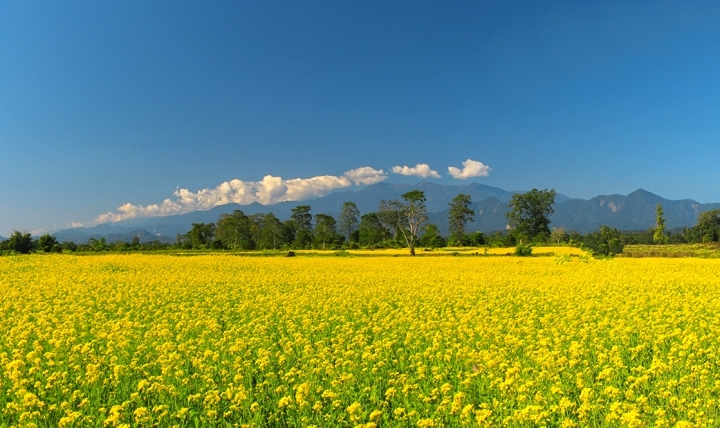
O priveliște din Bhalukpong, orășel de la poalele Himalayei

Conform Recensământului indian din 2011, Arunachal Pradesh are o populație de 1.382.611 de locuitori și o suprafață de 83.743 kilometri pătrați (32.333 mi2). Este un stat divers din punct de vedere etnic, cu poporul Monpa predominând în vest, poporul Tani în centru, poporul Tai în est și poporul Naga în sudul statului.

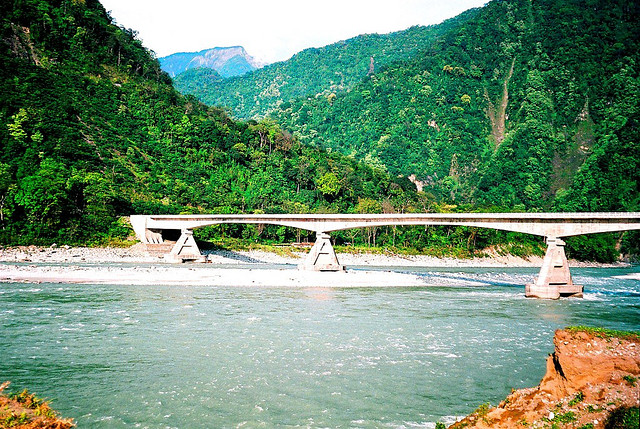
Drumul de la Tinsukia spre Parshuram Kund

O mare parte a statului este revendicată atât de Republica Populară Chineză, cât și de Republica China (Taiwan), ca parte a regiunii Tibetul de Sud. În timpul războiului chino-indian din 1962, cea mai mare parte a Arunachal Pradesh a fost capturată temporar de Armata Populară de Eliberare a Chinei.
Clima din Arunachal Pradesh variază în funcție de altitudine. Zonele de altitudine mică (100–1500 m) au un climat subtropical umed. Zonele de mare altitudine (3500-5500 m) au un climat subtropical de munte și climă alpină. În Arunachal Pradesh cad de la 2000 până la 5000 mm de precipitații anual, dintre care 70% –80% între mai și octombrie.
Produsul intern brut al Arunachal Pradesh a fost estimat la 706 milioane USD la prețurile curente din 2004 și 1,75 miliarde USD la prețuri curente din 2012. Agricultura este motorul economiei. Jhum, termen local care desemnează agricultura primitivă prin defrișare, este practicat pe scară largă în rândul grupurilor tribale, deși datorită propagării treptate în ultimii ani a altor surse de venit, nu mai este la fel de răspândit ca înainte. Arunachal Pradesh are aproape 61.000 de km2 de pădure, iar produsele forestiere sunt următorul sector al economiei după importanță. Printre culturile cultivate aici se numără orezul, porumbul, meiul, grâul, leguminoasele, trestia de zahăr, ghimbirul și culturile oleaginoase. Arunachal este, de asemenea, ideal pentru horticultură și livezi de fructe. Principalele sale industrii sunt morile de orez, unitățile de conservare și prelucrare a fructelor și țesutul artizanal. Gaterele și producerea de placaj sunt interzise prin lege. Totuși există multe gatere în AP.
Arunachal Pradesh dispune de o proporție mare din potențialul hidroelectric neexploatat al Indiei. În 2008 guvernul din Arunachal Pradesh a semnat numeroase acorduri cu diverse companii care planifică aproximativ 42 de scheme hidroelectrice care vor produce peste 27.000 MW de electricitate. Construcția proiectului hidroelectric Siang Superior, de la care se așteaptă că va genera între 10.000 și 12.000 MW, a început în aprilie 2009.
Conform recensământului indian din 2011, confesiunile din Arunachal Pradesh sunt:
- Creștinism: 418.732 (30,26%)
- Hinduism: 401.876 (29,04%)
- Altele: 362.553 (26,2%)
- Budism: 162.815 (11,76%)
- Islam: 27.045 (1,9%)
- Sikhism: 1.865 (0,1%)
- Jainism: 216 (<0,1%)

În 1971 procentajul creștinilor în stat era de 0,79%. Aceasta a crescut la 10,3% în 1991 și a depășit 30% în 2011.